# Голубі Озера (заказник)
Голубі́ Озе́ра — гідрологічний заказник місцевого значення в Україні. Розташований у межах Шепетівського району Хмельницької області, на північний схід від села Жижниківці. 
Площа 74 га. Статус надано 1994 року. Перебуває у віданні Білогірської селищної громади. 
Статус надано з метою збереження каскаду мальовничих озер у долині річки Горині. 